# Giovanna Bonanno
Giovanna Bonanno (Palermo, 1713 – Palermo, 30 luglio 1789) è stata una serial killer italiana, meglio nota come la vecchia dell'aceto.

## Biografia
Poche le notizie biografiche di Giovanna Bonanno, vissuta nel XVIII secolo durante il regno del viceré Domenico Caracciolo.
Risulta da alcune fonti che un tale Vincenzo Bonanno nel 1744 sposò una donna di nome Anna Pantò: Giovanna Bonanno era il nome (probabilmente falsificato o trascritto male) che emerge dagli atti giudiziari del processo per veneficio e stregoneria.
Secondo l'antropologo Salvatore Salomone Marino, la Bonanno visse nel XVIII secolo durante il regno del viceré Caracciolo, traendo sostentamento dalla mendicità e non già dalla stregoneria. Peraltro, la scoperta del liquido che ella usava per avvelenare le persone fu del tutto casuale: nell'anno 1786 venne a sapere di una bambina che per errore aveva assaggiato aceto per i pidocchi e si era sentita male, peraltro senza che nessuno sospettasse di niente, e da quell'episodio scaturì l'intuizione che per pochi anni cambiò la misera vita di Giovanna Bonanno (nonché quella di molte donne infelicemente sposate).

### L'aceto
Dai documenti processuali studiati da S. S. Marino, risulta che la Bonanno fosse persuasa di offrire un servizio socialmente utile per ridare la serenità a quanti volessero disfarsi del proprio coniuge, in evidente analogia con quanto aveva fatto Giulia Tofana a suo tempo. Inoltre, non era estraneo il desiderio di migliorare la propria esistenza, da sempre caratterizzata dalla povertà e dall'accattonaggio. In fondo, non era difficile procurarsi il liquido per i pidocchi, né complicato addizionarlo con vino bianco e arsenico.

### I delitti
La prima cliente di Giovanna fu una sua vicina che desiderava "separarsi" dal marito per dedicarsi totalmente al suo amante. La "cliente" aveva però poco da spendere ed acquistò una dose poi rivelatasi sufficiente solo per procurare forti dolori di pancia al marito. Dovette acquistarne altre due dosi per vedere il marito, inutilmente ricoverato in ospedale, morto. Nessun medico riuscì ad accertare la causa della morte, e questo diede a Giovanna la certezza di non essere scoperta. Fu così che cominciò a chiamare la sua mistura "arcano liquore aceto".
Nel quartiere popolare Zisa di Palermo, cominciano a verificarsi morti molto misteriose. Dapprima il fornaio, la cui moglie era diventata insofferente e pagò anche un premio extra, poi un nobile, colpevole di aver dilapidato il patrimonio familiare, poi ancora la moglie di un altro fornaio, che sospettava di essere tradito, poi ancora un tale che costituiva elemento di disturbo tra la propria moglie e il giardiniere.

### Il processo
La discutibile carriera di Giovanna Bonanno (ormai prossima agli 80 anni) fu stroncata da un errore: come procacciatrice di clienti aveva una sua amica, Maria Pitarra, alla quale un giorno consegnò una dose di "aceto" senza informarsi su chi fosse il destinatario. Venne a sapere che la vittima era il figlio di un'altra sua carissima amica, ma era troppo tardi per rimediare: pensò allora di poter ricevere qualche ricompensa se avesse avuto modo di avvertire per tempo la madre (tale Giovanna Lombardo, come risulta dagli atti processuali esaminati da S. S. Marino).
Nel frattempo, la Lombardo aveva scoperto che proprio sua nuora aveva commissionato la pozione per avvelenare il marito e immediatamente tramò la vendetta. Finse di voler comprare una dose di "aceto", ed al momento della consegna si presentò con quattro testimoni, cogliendo in flagrante la Bonanno. Nell'ottobre del 1788, davanti alla Regia Corte Capitaniale di Palermo, iniziò il processo a Giovanna Bonanno per stregoneria, dove furono chiamati a testimoniare i coniugi superstiti di sei venefici (quelli scoperti e denunciati) ed anche il droghiere che vendeva sistematicamente l'aceto per i pidocchi alla Bonanno. La condanna riportata in primo grado fu confermata dal Tribunale della Gran Corte. Il 30 luglio 1789 l'avvelenatrice pendeva dalla forca.

### Folclore
Il 30 luglio del 1789 la famigerata Giovanna Bonanno veniva impiccata sulla forca in piazza Vigliena e il 5 settembre seguente già si poteva assistere ad una rappresentazione sulla Vecchia dell'aceto. Nel Museo etnografico siciliano Giuseppe Pitré è custodito un busto di Giovanna Bonanno.

## Influenza culturale
- La vecchia dell'aceto - romanzo di  Luigi Natoli del 2014[4]